# Ombrée d'Anjou
Ombrée d'Anjou is een gemeente in het Franse departement Maine-et-Loire (regio Pays de la Loire). De plaats maakt deel uit van het arrondissement Segré. Ombrée d'Anjou is op 15 december 2016 ontstaan door de fusie van de gemeenten La Chapelle-Hullin, Chazé-Henry, Combrée, Grugé-l'Hôpital, Noëllet, Pouancé, La Prévière, Saint-Michel-et-Chanveaux, Le Tremblay en Vergonnes. De gemeente telde 8.811 inwoners op 1 januari 2022.

## Geografie
De oppervlakte van Ombrée d'Anjou bedroeg op 1 januari 2022 202,16 vierkante kilometer; de bevolkingsdichtheid was toen 43,6 inwoners per km².

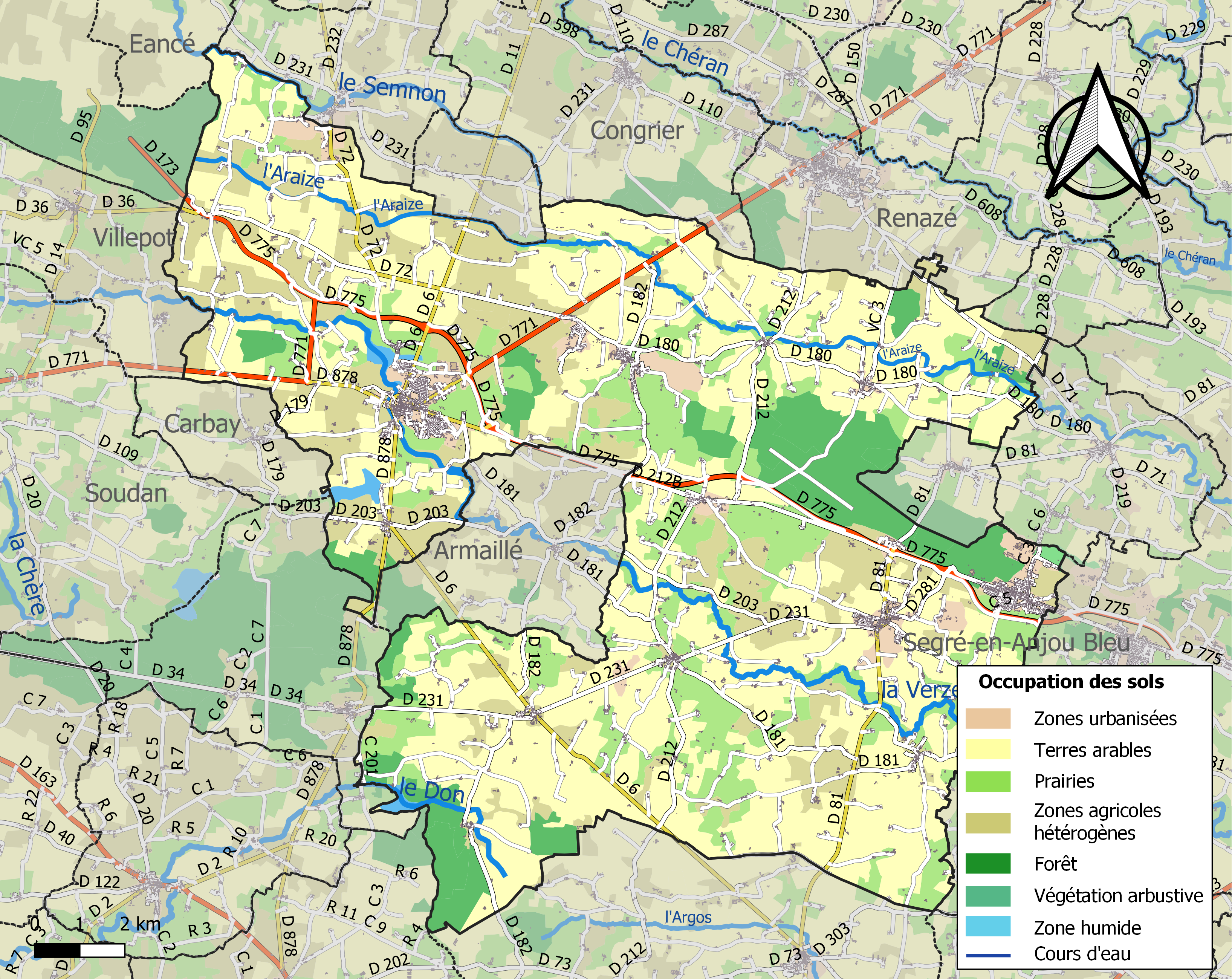
Kaart van de gemeente met de belangrijkste infrastructuur, bodemgebruik en omliggende gemeenten

Angrie · Armaillé · Bouillé-Ménard · Bourg-l'Évêque · Candé · Carbay · Challain-la-Potherie · Chazé-sur-Argos · Loiré · Ombrée d'Anjou · Segré-en-Anjou Bleu